# Гартман фон Ауе
Га́ртман фон А́уе (нім. Hartmann von Aue) — один із провідних німецьких поетів Високого Середньовіччя у часи династії Гогенштауфенів. Мінезингер (збереглося 18 пісень). Старший сучасник Вольфрама фон Ешенбаха та Готфріда Страсбурзького.
Ознайомив німецького читача з творчістю Кретьєна де Труа — артурівським циклом. Написав віршований трактат про кохання «Плач» (нім. Die Klage, 1180 р.), дві артуріанські епічні поеми «Ерек» (нім. Erec, 1180 р.) та «Івейн» (нім. Iwein, 1200 р.), віршовані поеми «Григорій / Григорій, або Добрий грішник» (нім. Gregorius / Gregorius oder Der gute Sünder, 1190 р.) та «Бідний Генріх» (нім. Der arme Heinrich, 1195 р.).
У 1899 році Іван Франко у збірці «Поеми» опублікував свій переспів Гартманової поеми «Бідний Генріх».

## Біографія
Про життя Гартмана відомо дуже мало. Точні дати його народження і смерті невідомі, проте вважають, що Гартман жив між 1160 і 1220 роками. 1210 року Готфрід Страсбурзький у своєму творі «Трістан» величає його як одного з найкращих живих поетів Німеччини, а в «Короні» (1220) Генріха фон Тюрліна вже оплакується його смерть.

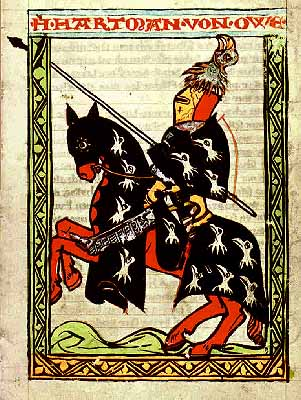
З «Вайнгартнерського пісенника»

Був родом зі Швабії, що у південно-західній Німеччині. Це досить-таки достовірний факт, адже навіть у «Бідному Генріху» Гартман каже, що граф Генріх, сім'ї якого він служив, мешкав у Швабії. Велике вихваляння швабів у цій же поемі також вказує на походження автора. Навіть більше, сучасник Гартмана, поет Генріх фон Тюрлін згадує про нього як про швабського поета. На ілюстраціях Манесського кодексу та «Вайнгартнерського пісенника», Гартман зображений як повністю споряджений кінний лицар з корогвою на списі. Проте три білі соколині голови та синьо-чорне тло не вказують на жоден із тогочасних гербів.
Мав змогу здобути освіту, доволі високу, як на його соціальний стан. Цілком можливо, що навчався в монастирській школі — скоріш за все, в Райхенау — де вивчав тривіум та, ймовірно, квадривіум. Гартман ознайомився з Біблією, навчився читати латиною та вивчав давньоримських поетів. У чотирнадцятирічному віці він, очевидно, залишив школу та здобув лицарське звання. Клериканська освіта мала значний вплив на його літературні твори та етичні погляди. Мандрівка до Франції остаточно сформувала його освіту, адже там він вивчив французьку та ознайомився з французькою літературою, з якої пізніше багато чого запозичував для власних творів. Постійні згадки про класичні твори християнських філософів підтверджують те, що Гартман був одним із найбільш освічених поетів свого часу.
Відомо, що Гартман служив у швабської лицарської родини фон Оуве (Ауе). Очевидно, тому й підписувався таким прізвищем. Є багато місць з назвою Оуве (суч. Ауе чи Ау: лука, луг), тому й не дивно, що про місце розташування Гартманового графства Ауе досі тривають суперечки. Серед можливих варіантів: 1.) Обернау, поблизу Роттенбурга на річці Некар; 2.) Ауе, чи Ортенау, що в Брайсгау (на південь від Фрайбурга); 3.) Еглізау, колиш. Оуве, що на Рейні у Швейцарії. В одному зі своїх віршів Гартман описує подію, що вразила його «до глибини серця», — смерть пана, якому він був відданий настільки, наскільки це можливо між васалом та владикою.
Розпрощавшись із куртуазною любов'ю (нім. Minnedienst), Гартман присвятив себе Божій любові (нім. Gottesminne) і взяв участь у двох кампаніях Третього хрестового походу. Перша з них — проти єгипетського султана Саладіна — тривала з 1189 по 1192 рік під проводом імператора Фрідріха Барбаросси. Другу кампанію (1197—1198) очолював імператор Генріх Шостий.
Свою літературну діяльність Гартман фон Ауе вів у 1180—1205 рр. Жоден верхньосередньонімецький поет не творив у такому широкому спектрі жанрів, як він.

## Твори

### «Плач»
«Плач» (нім. Die Klage), «Книжечка скарг» (нім. Das Klagebüchlein), або «Книжечка» (нім. Das Büchlein) — найперша праця Гартмана, в якій поетове серце та тіло диспутують одне з одним про важливість куртуазної любові. Тіло нарікає на свої ненастанні страждання, адже його весь час змушують шукати любов. Своєю чергою, серце зазначає, що в любовних стражданнях завинили очі, які дозволяють зображенню дами проникнути в тіло. Щоб розв'язати проблему тіла, серце пропонує «магічні трави з Франції» (нім. krutzouber von kärlingen), які допоможуть тілу здобути любов — і в Бога, і в суспільства. Під цими травами серце розуміє: щедрість (нім. milte), доречну поведінку (нім. zuht), скромність (нім. diemut), вірність (нім. triuwe), постійність (нім. staete), чистоту (нім. kiuscheit) та змужнілість, що заслуговує на довіру (нім. gewislîchiu manheit).
Діалоги на тему куртуазного кохання траплялись у творах французьких письменників ще до оприлюднення «Плачу», але він став першим таким діалогом у німецькій літературі. Традиційно головними учасниками дискусій виступали тіло та душа, Гартман же пішов на унікальне новаторство: в нього диспутують тіло та серце. Ймовірно, він наслідував зразок або традицію тогочасного disputatio — наукової суперечки між двома університетськими вченими, або ж класичну модель мистецтва дебатів.

### «Ерек» та «Івейн»

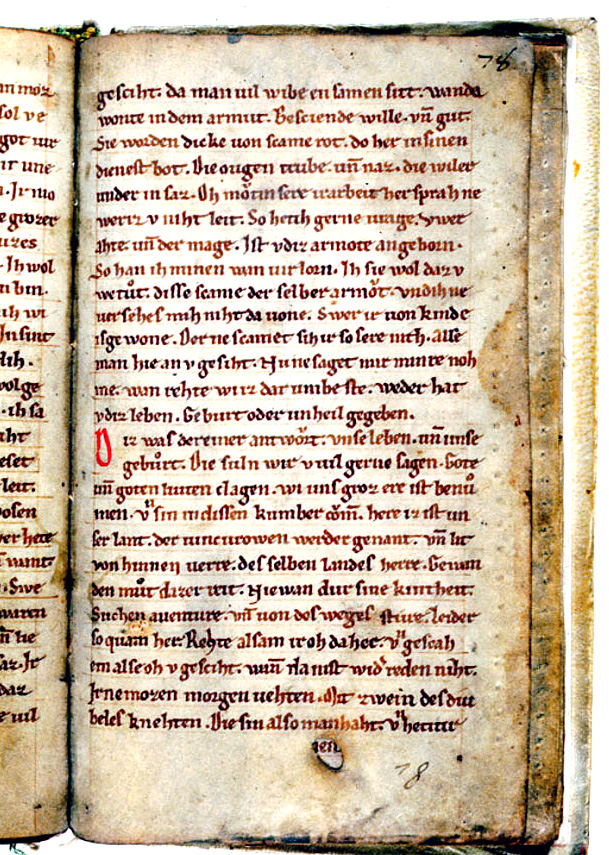
Рукопис «Івейна».

Гартман взяв за основу «Ерека» твір Кретьєна де Труа «Ерек і Еніда». Це скоріше переробка, ніж адаптація чи переклад Кретьєнової поеми. Гартман розширив французьку версію на більш ніж 3000 віршів (10 192 проти 6958). Він зосереджується на куртуазному суспільстві, лицарському етикеті та стосунках у подружжі Ерека та Еніди. Кохаючи дружину, Ерек усвідомлює, що через це надто глибоке почуття занедбав свої лицарські обов'язки, і вирушає на здійснення низки подвигів, узявши з собою й дружину. Подружжя не зуміло усвідомити своєї ролі в куртуазному суспільстві, і тільки завдяки своїй небезпечній подорожі починає розуміти, що куртуазна любов — це щось більше, ніж тільки фізичний потяг. Вона також полягає в обопільно підтримуваних стосунках — складовій частині куртуазного суспільства, яке заохочує такі стосунки.
За основу «Івейна» взято поему «Івейн, або Лицар із левом» — теж Кретьєна де Труа. Гартман значно розширив французький оригінал (8166 проти 6818 віршів). Однак, порівняно з «Ереком», в «Івейні» сюжетна лінія помітно ближча до Кретьєнової. Додано тільки діалоги та авторські роздуми. У поемі Івейн, величний лицар, порушує свою урочисту обіцянку дружині повернутися додому рівно через рік. З розпачу він божеволіє та йде жити у дикі хащі. Вилікувавшись цілющим бальзамом, він у супроводі лева, якого врятував від змії, вирушає на лицарські подвиги задля порятунку безпомічних та несправедливо засуджених. Поема закінчується тим, що дружина пробачає Івейну. Тут, як і в інших творах, Гартман дуже серйозно ставиться до куртуазної етики як засобу досягти світської слави.

### «Григорій» та «Бідний Генріх»

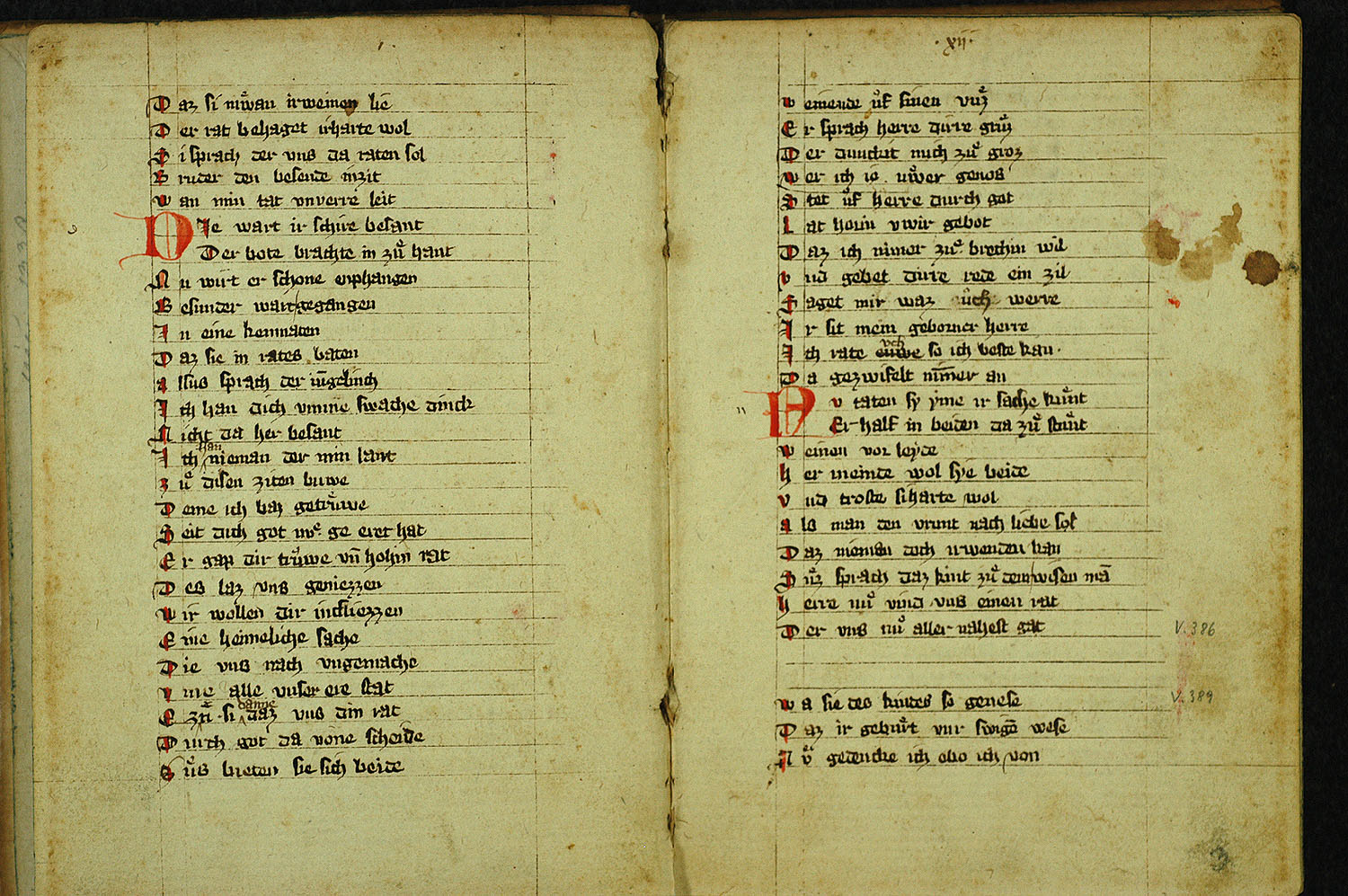
Рукопис «Григорія»

Джерелом для «Григорія» послужила старофранцузька поема Vie du Pape Gregoire («Життя Папи Григорія»). Як і в інших своїх творах, Ауе не просто перекладає оригінал німецькою, але й додає багато чого від себе. У цій поемі розповідається історія молодика Григорія, який народився внаслідок інцесту сестри й брата. Згодом він сам, не знаючи цього, здійснює інцест зі своєю матір'ю, а дізнавшись про свою провину, оселяється в пущі, щоб таким чином спокутувати свій гріх. Григорій усе-таки очищається, здобуває прощення, і його обирають Папою Римським.
За основу «Бідного Генріха» Гартман взяв родинну легенду панів Ауе, в яких він перебував на службі. Поема розповідає історію багатого швабського лицаря (за великі життєві труднощі його прозвали бідним), якого Бог покарав проказою. Цю недугу можна вилікувати тільки кров'ю з серця незайманої дівчини, яка б добровільно погодилася пожертвувати собою задля хворого. І така дівчина знаходиться, проте Генріх відмовляється від такої жертви. За такий благородний вчинок Бог пробачає йому всі гріхи та зціляє його. Поема закінчується одруженням Генріха з дівчиною. Автор стверджував, що за свої гріхи людина приречена на страждання і хвороби, тому тільки духовне життя здатне очистити її. Людина мусить дбати перш за все про свою душу.

### Мінезанг
Як стверджував сам Гартман, він почав писати пісні, аби змарнувати час. Його пісні — твори мінезангу, збереглися у трьох рукописах. Шістдесят строф містяться у «Великому гайдельбергерському пісеннику» (нім. Große Heidelberger Liederhandschrift), десять — у «Малому гайдельбергерському пісеннику» (нім. Kleinen Heidelberger Liederhandschrift), а двадцять вісім — у «Вайнгартнерському пісеннику» (нім. Weingartner Liederhandschrift).

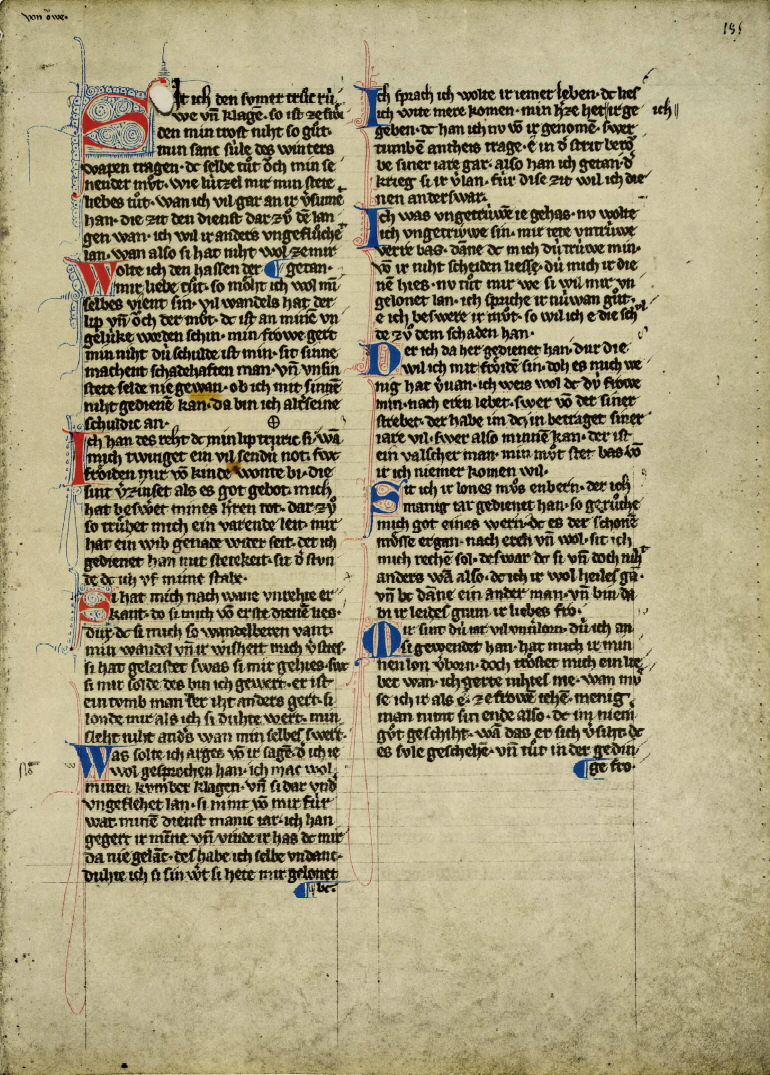
Мінезанг Гартмана у Манесському кодексі (Великому Гайдельбергерському пісеннику)

Всі ці строфи вдалося об'єднати у вісімнадцять пісень:
- I.  «Влітку мені довелося тужити й страждати» (нім. Sît ich den sumer truoc riuwe unde klagen);
- II. «Хто знайде радість поруч із доброю жінкою» (нім. Swes vröide an guoten wîben stât);
- III. «Я сказав, що хочу завжди жити задля неї» (нім. Ich sprach, ich wolte ir iemer leben);
- IV.  «Моє служіння триває вже задовго» (нім. Mîn dienst der ist alze lanc);
- V.  «Хрест годиться чистому серцю» (нім. Dem kriuze zimet wol reiner muot);
- VI. «Дама, яка виряджає в путь свого коханого» (нім. Swelch vrowe sendet ir lieben man);
- VII.  «Той, хто сумує в добрі́» (нім. Der mit gelücke trûric ist);
- VIII. «Всемогутній Боже» (нім. Rîcher got);
- IX. «Якби можна було спасти душу брехнею» (нім. Ob man mit lügen die sêle nert);
- X.  «Це лиш маленька скарга» (нім. Ez ist mir ein ringiu klage);
- XI.  «Жодна людина не є щасливою» (нім. Nieman ist ein sælic man);
- XII. «Тобі, благородна пані, запропонував…» (нім. Dir hât enboten, vrowe guot);
- XIII. «Цим днем я дорожитиму по праву» (нім. Ich muoz von réhte den tac iemer minnen);
- XIV.  «Той, хто радіє квітам» (нім. Swes vröide hin ze den bluomen stât);
- XV.  «Багато хто звертається до мене так» (нім. Maniger grüezet mich alsô);
- XVI. «Це були б щасливі дні» (нім. Diz wæren wunneclîche tage)
- XVII.  «Я вирушаю з благословенням — вашим, пана та рідні́» (нім. Ich var mit iuweren hulden, herren unde mâge.)
- XVIII. «Ах, чому ми такі сумні?» (нім. Wê, war umbe trûren wir?)

Вісімнадцять віршів автора можна тематично розділити на:
- Традиційний мінезанг;
- «Жіночі скарги» (нім. Frauenklage) — в них жінка жаліється на те, що вона втратила любов та відданість свого лицаря;
- Пісні хрестового походу — в них лицар розповідає про необхідність та цінність хрестового походу.[21][22]

За красу форми та чисту риму мінезанг Гартмана друкувався поряд з творами Вальтера фон дер Фоґельвейде.
Одну з кансон Гартмана фон Ауе переклав Леонід Первомайський:
| Німецький оригінал | Український переклад |
| --- | --- |
| Sît ich den sumer truoc riuwe unde klagen, sô ist ze vröiden mîn trôst niht sô guot. mîn sanc süle des winters wâpen tragen, daz selbe tuot ouch mîn senender muot. Wie lützel mir mîn stæte liebes tuot! wan ich vil gar an ir versûmet hân die zît, den dienst, dar zuo den langen wân. ich wil ir anders ungevluochet lân wan alsô, si hât niht wol ze mir getân. | Влітку мені довелося тужити й страждати. Радість минула. Пустка навколо німа. Хочу я пісню немилій зимі заспівати, В серці у мене тепер тільки туга й зима. Вірність, покірність — все це дарма! Ночі й світання, світло й пітьма Важко повзуть, і кінця їм нема… Не прокляну тебе, знай лиш одне: Гірко образила ти мене. |

## Мова
Верхньосередньонімецька мова Гартманових віршованих рядків має деякі незначні ознаки алеманського говору. У той час німецькомовні поети всіляко уникали виразних проявів рідного діалекту, тож їхня мова була зрозуміла на всій території Німеччини. Саме тому в мові таких поетів як Гартман фон Ауе, Вольфрам фон Ешенбах та Готфрід Страсбурзький, немає значних діалектних відмінностей.
На початковому етапі творчості Гартман часто вживав запозичення з французької мови. Зокрема, у його поемі «Ерек» є сімдесят одне запозичення, серед них: banier – «вигнання», enschumieren – «перемагати», hamît – «побиття», schapel – «жіноча прикраса для волосся», soldân – «султан» та інші. Пізніше, вже в «Івейні», таких запозичень значно менше (тридцять сім), серед них: eisieren – «біг спутаного коня», salse – «солоний бульйон», walopieren – «атака на супротивника на турнірі».

## Сприйняття

### Сучасники поета
Гартмана високо цінували його сучасники, зокрема поети Готфрід Страсбурзький, Генріх фон дем Тюрлін, Рудольф фон Емс та Вірт фон Графенберг. У XIII столітті Гартмана возвеличували як одного з найкращих німецьких поетів Дер фон Ґлірс, Дер Плеєр, Конрад фон Штоффель та Альбрехт фон Шарфенберґ.
Зокрема, Готфрід Страсбурзький у своїй поемі «Трістан і Ізольда» дав таку характеристику поетової творчості:
| О, як оздоблює, як забарвлює Гартман фон Ауе свої оповіді — зовні словами, зсередини думками! Як влучно й красномовно передає він суть твору! Які чисті, які прозорі його кришталеві слова! Хай же тривають навіки! М'яко, стиха наближаються вони до читача. Припадуть до серця й заполонять, якщо він справжній знавець. Хто цінить вишукану мову, той увінчає поета фон Ауе лаврами переможця[29]. Оригінальний текст (нім.) Hartman der Ouwaere, ahi, wie der diu maere beid uzen unde innen mit worten und mit sinnen durchverwet und durchzieret! wie er mit rede figieret der aventiure meine! wie lüter und wie reine siniu kristallinen wortelin beidiu sint und iemer müezen sin! si koment den man mit siten an, si tuont sich nahe zuo dem man und liebent rehtem muote. swer guote rede ze guote und ouch ze rehte kan verstan, der muoz dem Ouwaere lan sin schapel unde sin lorzwi. |

### ХІХ-ХХ століття

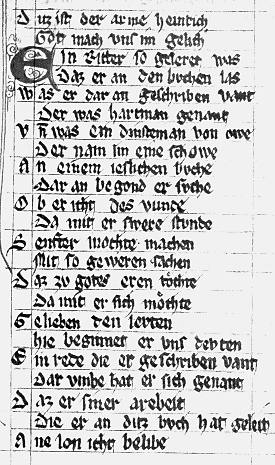
Пролог «Бідного Генріха»

У ХІХ-ХХ ст. велику увагу поетів та письменників привернула поема Гартмана «Бідний Генріх». З'явилось багато переробок цього сюжету. Зокрема, Адельберт фон Шаміссо у 1837 році створив свою вільну версію. Данте Габрієль Росетті перефразував «Бідного Генріха» на «Генріха прокаженого» (1846). Цю ж розповідь адаптував Генрі Лонгфелло у своїй «Золотій легенді» 1851 року. Німецький драматург Гергарт Гауптман видав п'єсу «Бідний Генріх» у 1902 році. Згодом з'явилися й інші п'єси з такою самою назвою Юліуса Гайса (1929) та Ліни Гільгер (1925).
В Україні цей сюжет зацікавив Івана Франка. Він так писав про свою переробку історії про Генріха:
|  | Перекладаючи повість Гартмана зі старонімецької мови, ми не держалися її слово до слова, а переказували свобідно, іншим розміром, скорочуючи подекуди розлогий спосіб давнього оповідання і підносячи трохи ті місця, в котрих талант автора виявляється найяскравіше. |

Йоганн Вольфганг фон Гете, хоча й високо оцінив Гартманову поему «Бідний Генріх», був шокований цією історією. Він так писав щодо цього:
|  | Поема, яка сама по собі прекрасна, завдала мені фізичного та естетичного болю. Жодна людина не може стримати відразу до прокаженого лицаря, задля якого молода дівчина жертвує своїм життям <...> ця жахлива хвороба як мотив для героїчного діяння вплинула на мене так сильно, що навіть простий дотик до книги здається мені заразним. |

Широко відомою переробкою сюжету поеми «Григорій» став роман Томаса Манна «Вибранець» (нім. Der Erwählte).

### Сьогодення
Науковець-германіст Фолькер Мертенс так писав про Гартмана фон Ауе:
|  | У своїй поетичній чіткості та чутливості... м'якій іронії й чутті соціальних та екзистенціальних проблем... Гартман постає як письменник із сучасною індивідуальністю та світоглядом. |